# Joanna Płonowska
Joanna Płonowska (ur. 13 marca 1987) – polska piłkarka.
Zawodniczka Oriona Płużnica, a następnie Medyka Konin, z którym dwukrotnie sięgnęła po Puchar Polski (2004/2005, 2005/2006) i była finalistką edycji 2006/2007.
W reprezentacji Polski zadebiutowała 16 czerwca 2007 w meczu eliminacyjnym do Mistrzostw Europy 2009, w sumie rozegrała 3 spotkania. Ma za sobą także 19 występów w reprezentacji U-19 oraz 6 meczów w kadrze U-16 i U-17.